# Dobbeltbrydning
Dobbeltbrydning betegner en egenskab ved visse krystallinske mineraler, hvor en lysstråle, der trænger ind i krystallet, deles i to lysstråler. 
Et tydeligt eksempel på dobbeltbrydning udviser den islandske dobbeltspat. Hvis man lægger et krystal af dette mineral oven på en tegning eller noget tekst, vil teksten tydeligt ses dobbelt. 
Dobbeltbrydning findes ikke i det kubiske krystalsystem, men kun i de tetragonale, heksagonale, rhombiske, monokline og trikline krystalsystemer. 
Effekten blev først beskrevet af Rasmus Bartholin i 1669.